# Evaldo dos Santos Fabiano
Evaldo dos Santos Fabiano, noto come Evaldo (Rio Piracicaba, 18 marzo 1982), è un ex calciatore brasiliano, di ruolo difensore.

## Caratteristiche tecniche
Gioca prevalentemente come terzino sinistro.